# Mexicaans olympisch voetbalelftal (mannen)
Het Mexicaans olympisch voetbalelftal is de voetbalploeg die Mexico vertegenwoordigt op het mannentoernooi van de Olympische Spelen en de Pan-Amerikaanse Spelen.

## 1928 en 1948: Mexicaans elftal
In 1928 nam het Mexicaans elftal voor het eerst deel aan de Olympische Spelen. In de eerste ronde werd met 1-7 van Spanje verloren en in het aansluitende troosttoernooi met 1-3 van Chili. In 1948 was Korea in de eerste ronde met 3-5 te sterk.

## 1960-1976: Mexicaans amateurelftal
In 1964 wisten de Mexicaanse amateurs in de groepsfase alleen tegen Iran een puntje te behalen. Vier jaar later werd in eigen land de laatste vier bereikt, maar Japan hield de Mexicanen van de bronzen medaille. In 1972 kon Mexico zich na twee 1-0-overwinningen op Soedan en Birma een 1-4 nederlaag tegen de Sovjet-Unie veroorloven om de tweede groepsfase te halen, maar daarin werd onder andere met 0-7 van Oost-Duitsland verloren.

## 1980: Unión de Curtidores
In 1980 begon voetbalclub Unión de Curtidores uit León voor Mexico aan het kwalificatietoernooi, maar werd na twee overwinningen op de Verenigde Staten gediskwalficeerd wegens het meespelen van profvoetballers.

## 1984 en 1988: Mexicaans elftal
In de jaren zeventig begon het IOC het amateurprincipe langzaamaan los te laten. Vanaf 1984 mochten ook niet-amateurs deelnemen, met voor Europa en Zuid-Amerika de beperking dat spelers die één of meerdere volledige WK-wedstrijden (incl. kwalificatiewedstrijden) hadden gespeeld niet meer speelgerechtigd waren. In 1984 won Canada de beslissingswedstrijd in de tweede kwalificatieronde. In 1988 werd Mexico na kwalificatie gediskwalificeerd. Als straf voor het vervalsen van leeftijdsdocumenten van enkele spelers van het Mexicaans elftal onder 20 tijdens de kwalificatie voor het Jeugd-WK 1989 werden namelijk alle Mexicaanse nationale elftallen door de FIFA voor twee jaar geschorst.

## Sinds 1992: Mexicaans elftal onder 23
Sinds de kwalificatie voor de Olympische Spelen 1992 geldt voor mannen dat ze maximaal 23 jaar mogen zijn (met 1 januari van het olympisch jaar als peildatum). In dat jaar was het doelsaldo na drie gelijke spelen niet toereikend voor een plaats in de kwartfinales. Vier jaar later werden die wel gehaald, waarin met 0-2 werd verloren van de latere olympisch kampioen Nigeria. In 2012 werd vrij verrassend de olympische titel binnengehaald.

## Andere toernooien
Het Mexicaans olympisch elftal vertegenwoordigt Mexico ook op de Pan-Amerikaanse Spelen en Centraal-Amerikaanse en Caraïbische Spelen. Op de Pan-Amerikaanse Spelen werd in 1967, 1975 (gedeeld met Brazilië), 1999 (na in 1991 en 1995 de finale na strafschoppen te hebben verloren) en 2011 de gouden medaille gewonnen. De Centraal-Amerikaanse en Caraïbische Spelen werd in 1935, 1938, 1966 en 1990 de gouden medaille gewonnen.